# Geovanny Jara
Geovanny Jara Granados (Puntarenas, 1967. július 20. – ) Costa Rica-i válogatott labdarúgó. 

## Pályafutása

### Klubcsapatban
1989 és 2004 között a Herediano játékosa volt, melynek tagjaként 1993-ban bajnoki címet szerzett. 2004-ben a Puntarenas, 2005-ben a Belén csapatában játszott. 2005 és 2006 között a Ramonense labdarúgója volt.

### A válogatottban
1990 és 2002 között 11 alkalommal szerepelt az Costa Rica-i válogatottban. Részt vett az 1990-es világbajnokságon, de nem lépett pályára egyetlen mérkőzésen sem. Tagja volt az 1997-es Copa Américán és a 2002-es CONCACAF-aranykupán szereplő válogatott keretének is.

## Sikerei, díjai
CS Herediano
- Costa Rica-i bajnok (1): 1992–93

Costa Rica
- CONCACAF-aranykupa döntős (1): 2002